# La Concepción, San Pedro Ixtlahuaca
La Concepción är en ort i Mexiko.   Den ligger i kommunen San Pedro Ixtlahuaca och delstaten Oaxaca, i den sydöstra delen av landet, 400 km sydost om huvudstaden Mexico City. La Concepción ligger 1 689 meter över havet och antalet invånare är 337.
Terrängen runt La Concepción är kuperad västerut, men österut är den platt. Runt La Concepción är det mycket tätbefolkat, med 3 494 invånare per kvadratkilometer. Närmaste större samhälle är Oaxaca de Juárez, 12,0 km öster om La Concepción. Trakten runt La Concepción består till största delen av jordbruksmark.